# 27 Evterpa
27 Evterpa (mednarodno ime 27 Euterpe, starogrško starogrško Ευτέρπη: Eutérpe) je velik asteroid v glavnem asteroidnem pasu.

## Odkritje
Asteroid Evterpa je odkril John Russell Hind 8. novembra 1853. Imenuje se po Evterpi, muzi glasbe v grški mitologiji.

## Značilnosti
Evterpa je eden od najsvetleših asteroidov na nebu. 25. decembra 2015 med prisončno opozicijo bo njen navidezni sij enak 8,3. Spada med asteroide tipa S.